# Поминки

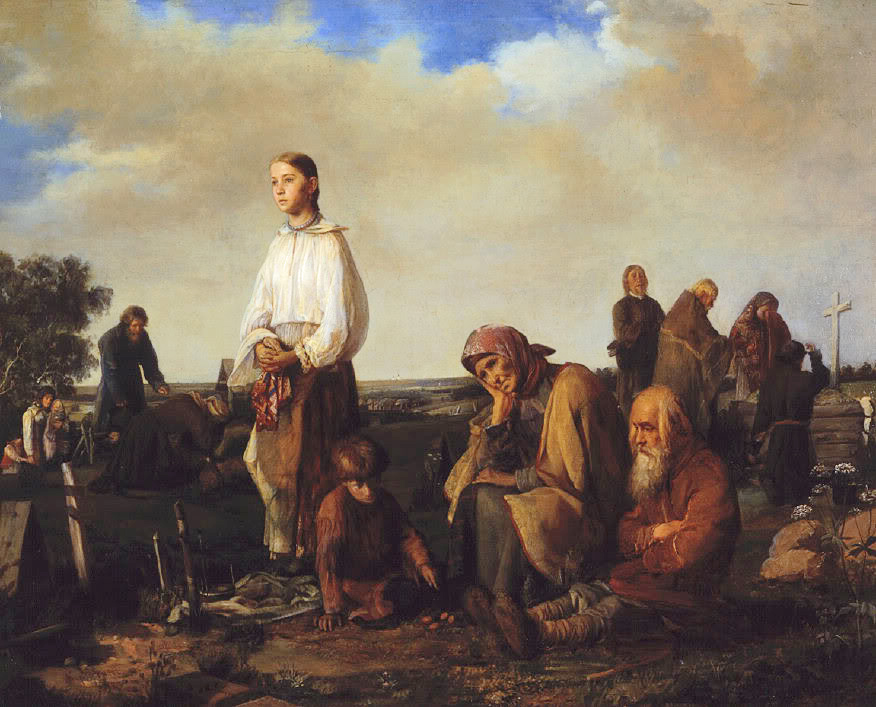
«Поминки на деревенском кладбище»,
Корзухин Алексей Иванович

Поми́нки (помина́льные обряды, помина́льный культ, заупоко́йный культ, помина́льный обе́д, помина́льная тра́пеза) — обряды, совершаемые в память умершего, главным из которых является коллективная трапеза, устраиваемая родственниками в доме покойного или на кладбище, непосредственно после погребения и в определённые сроки поминовения.

## Поминальная трапеза в авраамических религиях

### Христианство

#### Православие

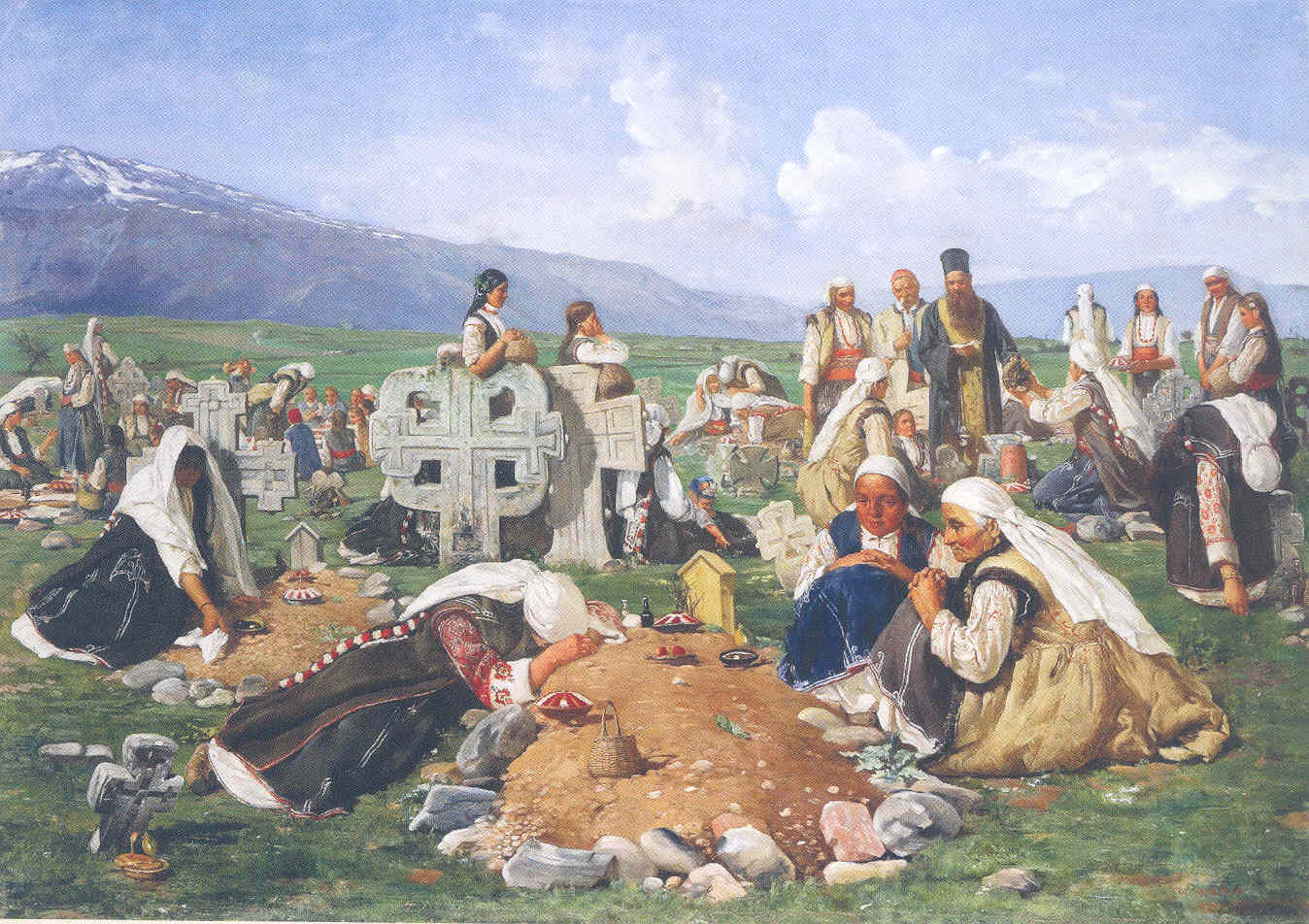
«Поминки»,
Иван Мырквичка, 1890

Поминки по усопшему в византийско-славянской христианской традиции проводятся трижды. Первые поминки — в день похорон, то есть на третий день, принимая за первый день отсчёта сам день смерти, даже если она наступила незадолго до полуночи; вторые поминки — на девятый день, и третьи — на сороковины (40 дней). В дальнейшем поминки устраивают через год (то есть на первую годовщину смерти), на которые приходят все, кто желает помянуть, в этот день обычно принято посещать могилу умершего. Потом поминки уже в тесном семейном кругу проводят на каждую годовщину кончины, на день рождения и на именины умершего. Поминки бывают двух родов: частные, имеющие в виду одного конкретного умершего, и общие, устраиваемые в память всех покойников.
Традиция проведения поминок уходит корнями в далёкое прошлое. Подобные обычаи наблюдаются и в других вероисповеданиях различных народов, что связано с верой человека в бессмертие души. В христианской традиции обычай поминок в основном сводится к поминальной трапезе. Но поминки — это не просто еда, это особый ритуал, цель которого — помянуть человека, отдать ему дань уважения, вспомнить о его добрых делах.
Православные христиане в процессе поминальной трапезы молятся об упокоении души умершего. Каждое действие во время поминок наполнено сакральным смыслом, поэтому и меню такой трапезы необычно.
В отдельных регионах на поминки стараются без приглашения не приходить; в других же, напротив, приходят все, кто сможет присутствовать и имеет желание вспомнить скончавшегося, как дань уважения его семье. Засиживаться долго также не совсем в правилах, тем более если вы не были очень близки умершему человеку.
Поминальная трапеза после похорон
Такие поминки устраивают непосредственно после похорон усопшего. Они проходят в память и честь чудесного воскресения Иисуса Христа на третий день и в образ Пресвятой Троицы. Первые два дня душа преставившегося остаётся на земле, находясь рядом с родными и посещая под сопровождением Ангела памятные ей места, которые притягивают её воспоминанием земных радостей и горестей, злых и добрых дел. В третий же день Господь повелевает ей вознестись на небо и впервые предстать для поклонения перед Богом. Весьма своевременно поэтому церковное поминовение души, представшей пред Лице Правосудного.
Проводить поминки можно в доме усопшего или в любом другом месте. В современном мире поминальный обед зачастую устраивают в кафе или ресторане, поэтому проблем с подготовкой к кушанью обычно не возникает. Если же было принято решение поминать в доме почившего, то необходимо как следует подготовиться к этому событию. Приготовления к трапезе заканчиваются, когда гроб с телом умершего доставляют на кладбище и хоронят. В первую очередь, в доме обязательно следует навести порядок, провести тщательную уборку, причём её стараются сделать до того, как покойника опустят в могилу, хотя по времени это трудно подгадать. Расставляют мебель, моют полы, весь накопившийся за три дня мусор сметают по направлению от большого угла к порогу, собирают и сжигают. Полы требуется мыть тщательно, особенно углы, ручки и порог. После уборки комнату окуривают дымом ладана или можжевельника. Уборку обычно делают сторонние люди, не состоящие в кровном родстве с покойным или/и членами его семьи. Когда все возвращаются с кладбища, начинается трапеза.
Соблюдение норм в православной поминальной трапезе требует, чтобы перед началом её кто-нибудь из близких читал 17-ю кафизму из Псалтири перед святыми иконами с зажжённой лампадой или свечой. Непосредственно перед едой читают христианскую молитву «Отче наш» (в идеале лучше начать с чина литии, совершаемого мирянином, или прочесть 90-й псалом). В это время с особой силой должно звучать прошение помиловать почившего. На протяжении всего застолья вспоминают усопшего. Разговор за столом должен быть благочестивым, недопустимы смех, сквернословие, весёлые песни, воспоминания о неправедных поступках покойника и прочие разговоры на отвлечённые темы, непристойные для такого мероприятия, например, беседы о политике или на бытовые темы. Всех пришедших обычно усаживают за стол со словами «просим разделить наше горе». Прежде чем сесть за стол, каждый гость обязательно должен вымыть руки и умыться, вытереться чистым полотенцем. Нельзя приступать к трапезе, не осенив себя крестным знамением.
Существует и особый порядок размещения людей за поминальным столом. Обычно во главе стола усаживают хозяина дома, по обе стороны от главы семьи располагаются родственники в порядке близости родства к умершему по старшинству. Детям, как правило, выделяют отдельное место в конце стола. В некоторых случаях, по согласию с близкими родственниками умершего, их сажают рядом (по обе стороны) с отцом или матерью, если умер кто-либо из родителей. Место, где обычно сидел покойный, в некоторых традициях оставляют незанятым, а спинку стула украшают траурной лентой или веткой ели. Во время поминок для умершего кладут тарелку, обеденный прибор, часть блюд, которые ставятся перед его портретом. Эта традиция не является православной, как и занавешивание зеркал, скорее всего это отголосок языческого прошлого.

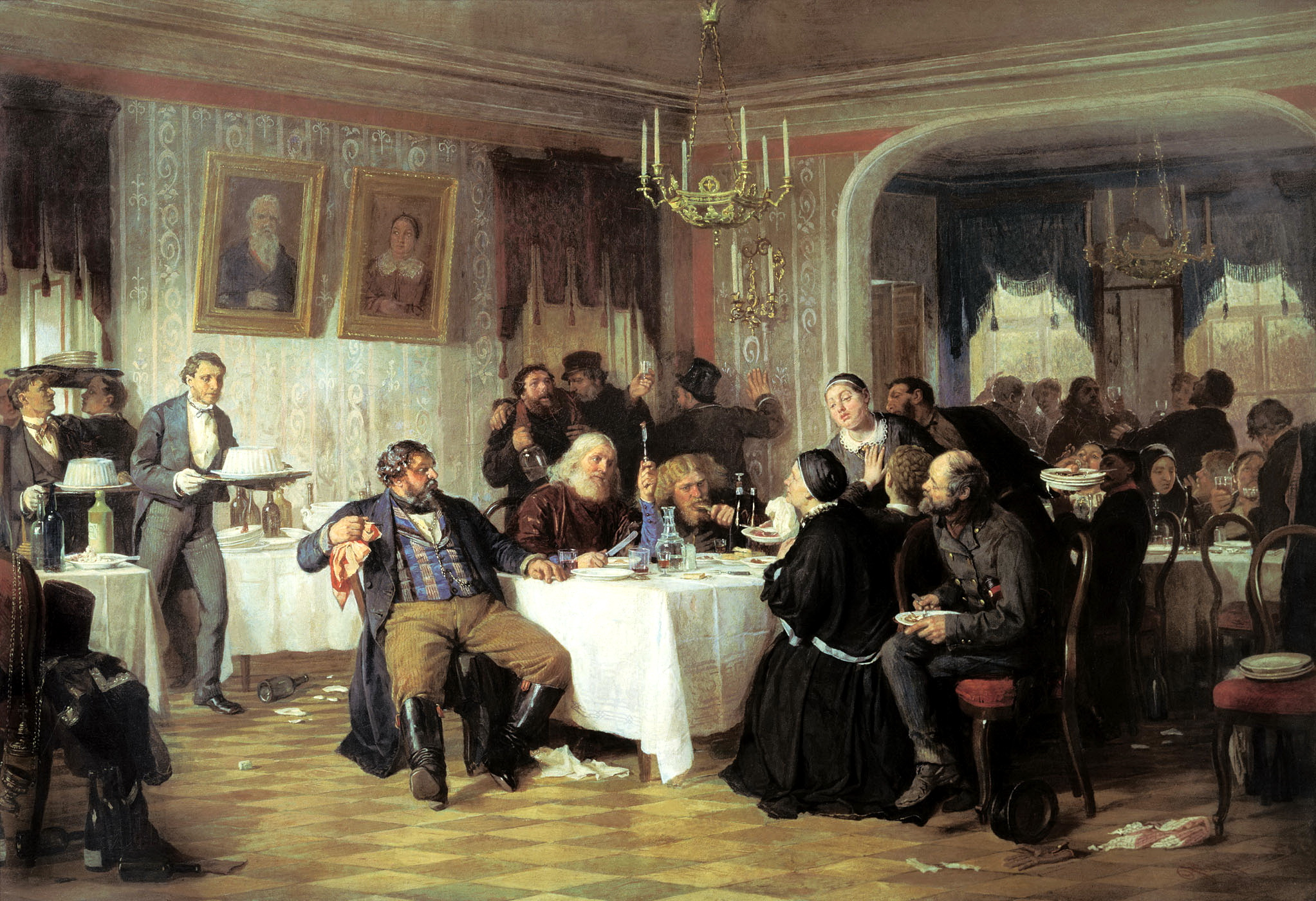
«Купеческие поминки»,
Фирс Журавлёв, Государственная Третьяковская галерея, 1876

Первым блюдом на поминальном столе выступает кутья (ко́ливо) — каша из цельных зёрен риса или пшеницы, заправленная мёдом и изюмом. Зёрна служат символом Воскресения, а мёд и изюм — сладость, которой наслаждаются праведники в Царстве Небесном. Кутья должна быть благословлена (освящена) во время панихиды, если такой возможности нет, то можно просто побрызгать её святой водой и прочитать любую известную молитву. Это блюдо непременно должен хотя бы попробовать каждый присутствующий. Сначала его отведывают ближайшие родные и друзья и только потом — все остальные. Нельзя поминать усопшего за столом водкой или другими крепкими алкогольными напитками. Кроме кутьи, обязательным поминальными блюдами на Руси считаются традиционные для русской кухни блины и кисель. Блины принято употреблять с мёдом, а кисель пьют после поминок все уходящие. Его, как и кутью, должны попробовать все гости. Ещё одним традиционным напитком на поминках может быть сыта (мёд пополам с водой), её обычно подают вместе с кутьёй в самом начале поминок. Прочая еда на поминальной трапезе подаётся с соблюдением требований поста, в постные дни — постная, в иные — скоромная.
Пища на столе должна быть простой, без изысков, так как последние мешают процессу поминок. Сервировка стола — обычная. Пищу подают в обычной посуде, по возможности, спокойной цветовой гаммы. Поминальный стол можно украсить ветками ели, брусники, мирта, чёрной траурной лентой. Скатерть стелют однотонную, не обязательно белого цвета, чаще приглушённых тонов, которую по краям можно декорировать чёрной лентой. При каждой смене блюд православные стараются прочесть краткую молитву: «Упокой, Господи, душу раба Твоего (рабы Твоея, раб Твоих) новопреставленного (-ой, -ых) (имя), и прости ему (ей, им) вся согрешения его (её, их) вольная и невольная и даруй ему (ей, им) Царствие Небесное. Во имя Отца и Сына и Святаго Духа. Аминь».
Православные заканчивают трапезу благодарственной молитвой «Благодарим, Тя, Христе Боже наш…» и «Достойно есть…», а также пожеланием благополучия и выражением сочувствия родным умершего. Благодарить за угощение не принято. То, что не успели съесть непосредственно за столом, отдают с собой («на вынос»), чтобы помянули, придя домой. Часть еды можно отнести в церковь на поминовение души.
Во время Великого поста, если поминки (третий, девятый, сороковой дни, годовщина) приходятся на его первую, четвёртую и седьмую неделю, родные и близкие усопшего никого не приглашают. Эти недели — особенно строгие. За столом в такие дни принято собираться лишь самым близким покойному людям: родителями, супругам, детям, внукам, братьям и сёстрам, ближайшим друзьям. Если день поминок пришёлся на будний день других недель Великого поста, поминки переносят на субботу или воскресенье.
На поминках мужчины должны быть без головных уборов, а женщины, напротив, с покрытой головой. Если людей пришло много, то усаживаются в несколько заходов.
На поминки в день прощания с усопшим могут быть приглашены все, кто был на кладбище, так как поминальная трапеза проводится сразу после похорон, особо приглашались те, кто непосредственно помогал с похоронами, обмывал и обряжал покойного, читал Псалтирь, рыл могилу, нёс гроб с телом, читал молитвы, духовенство и церковный причт, участвовавшие в отпевании покойника и сопровождавшие гроб на кладбище. В дореволюционной России старались пригласить убогих и нищих, поскольку поминки — милостыня для всех, кто на ней присутствует.
Поминальная трапеза на девятый день (девяти́ны)
Поминовение умершего в этот день совершается в честь девяти чинов ангельских, которые, как слуги Царя Небесного, ходатайствуют о помиловании преставившегося.
После третьего дня душа в сопровождении ангелов заходит в райские обители и созерцает их несказанную красоту, вплоть до девятого дня ей показывают загробный мир. В таком состоянии она пребывает шесть дней. Затем, на девятый день, Господь повелевает ангелам представить душу к Нему на поклонение и душа с трепетом и страхом снова предстаёт перед Ним. Поминовение и молитвы в этот день помогают ей пройти это испытание достойно, все просьбы к Господу — о водворении души усопшего вместе со святыми.
В этот день служится панихида. На поминки в этот день принято приглашать только близких друзей и родственников почившего.
Поминальная трапеза на сороковой день (сорокови́ны, сорочи́ны)
Церковь установила совершать поминовение в сороковой день после смерти, чтобы душа преставившегося взошла на святую гору небесного Синая, удостоилась лицезрения Божества, достигла обетованного ей блаженства и водворилась в небесных селениях с праведными. На выбор для особого поминовения 40-го дня также существенное влияние оказало и то, что Иисус Христос по Воскресении Своём вознёсся на Небо святое именно в этот срок.
После вторичного поклонения Господу ангелы отводят душу в ад, и она созерцает жестокие муки нераскаявшихся грешников. В сороковой же день душа в третий раз возносится на поклонение Богу, и тогда, на 40-й день, решается её участь — по земным делам усопшего и его духовному состоянию души Господом назначается место пребывания в ожидании Страшного Суда. Это происходит после того, как она в период с 9-го до 40-го дня ходит по мытарствам и познаёт совершённые грехи.
Поминовение и молитвы в сороковой день — чрезвычайно важны. Они в этот день призваны постараться загладить грехи покойного. Если усопший был крещён, то в этот день его родные идут в церковь и подают записку «Об упокоении». Эта записка читается на литургийном поминовении. Считается, что желательно молиться на этой литургии в храме. Иногда просят священника послужить панихиду на могилке усопшего. Но и после него поминовение не прекращается, только теперь оно бывает в памятные дни — день рождения, смерти, именины покойного. Посещение кладбища в день рождения усопшего — древняя традиция, поощряемая церковью.
На сороковой день приходят все, кто желает помянуть ушедшего из жизни человека.
Для православного верующего день смерти ближнего — это день рождения в новую, вечную жизнь, и проводить его в эту новую жизнь надо достойно и благочестиво.

#### Католицизм
Католики обязательно поминают усопших в День всех усопших верных 2 ноября. Также поминают на третий, седьмой и 30-й дни после смерти, но эта традиция не строгая, на усмотрение родственников.
Поскольку Католическая церковь включает множество поместных церквей и практикует разнообразие обрядов, местные традиции поминовения усопших по всему миру также весьма разнообразны.

### Иудаизм
В древности евреи совершали поминальные трапезы:

И умрут великие и малые на земле сей;
и не будут погребены,
и не будут оплакивать их,
ни терзать себя,
ни стричься ради них.
И не будут преломлять для них хлеб в печали, в утешение об умершем;
и не подадут им чаши утешения, чтобы пить по отце их и матери их.
— Иер. 16:6, 7
В Танахе часто поминаются подробные родословия с именами умерших предков и других выдающихся деятелей израильского народа.
Современные иудеи, равно как и мусульмане, поминок как таковых не устраивают. По иудейской традиции после похорон для близких родственников начинаются семь дней траура (шива). Запрещено устраивать любые застолья. По возвращении с кладбища скорбящим, тем, кто соблюдает шиву, подают «трапезу сочувствия», каждый человек должен съесть хлеб, куриное яйцо, сваренное вкрутую, и немного каши из бобов или варёную чечевицу. Во время траура нельзя есть мясо, пить вино (за исключением суббот и праздников). Первую трапезу после похорон готовят друзья или соседи. Принято съесть что-то круглое (фасоль или варёное яйцо). Важно, что близких родственников умершего освобождают от приготовления пищи. Все семь дней шивы те, кто находится в состоянии траура, сидят на низких табуретках, скамейках или просто на подушках.
Однако в годовщину смерти (отсчитывается уже не со дня похорон, а от даты смерти) принято созывать родственников и друзей на памятную трапезу. На ней должны быть праздничные блюда. Но главное — не меню, а обряд поминовения умерших (который у сефардов состоит из молитвы «Хашкава», а у ашкеназов состоит из трёх молитв Эль мале рахамим, Изкор, Ав ха-рахамим), который завершают молитвой «Кадиш», произносимую кем-либо из присутствующих, желательно мужского пола (лучше, если это сделает сын или брат покойного).
В сборнике молитв Амрама гаона помещена затрапезная молитва после вкушения пищи, которую произносили на поминках как утешение семье умершего еврея.

### Ислам
Имам аш-Шафии считал, что отправлять еду семье покойного желательно. Он писал: «Мне нравится, когда соседи или родственники покойного готовят для его семьи поесть в день смерти. Это — сунна и дань памяти. Так поступали и всегда будут поступать те, кто любят вершить добро. Так велел поступать посланник Аллаха, да благословит его Аллах и приветствует, когда до него дошла весть о гибели Джафара» (см. «аль-Умм» 1/278).
Учёные отмечали, что желательно настоять на том, чтобы семья покойного поела и не теряла сил, независимо от того, отказываются они есть из-за стеснения или же из-за сильной печали и скорби (см. книгу имама ан-Навави «аль-Маджму шарх аль-мухаззаб» 5/290).
Правоведы также говорили, что нельзя готовить еду для вдов, которые собираются вместе с близкими и громко причитают над покойником, потому что тем самым люди помогают ей не трудиться по дому и грешить (см. «аль-Маджму шарх аль-мухаззаб» 5/290).
А Всевышний сказал: «Помогайте друг другу в благочестии и богобоязненности, но не помогайте друг другу в грехе и вражде» (Трапеза", 5:2).
Поминки в доме покойного и угощение гостей едой является ересью (бида). Все мусульманские богословы единодушны в том, что нежелательно, чтобы семья покойного готовила еду для людей и собирала их у себя в доме. Это ещё более отягощает их и доставляет им лишние хлопоты, что похоже на то, как поступали язычники во времена невежества. Один из сподвижников пророка, да благословит его Аллах и приветствует, Джарир рассказывал: «Мы считали, что собрание в доме умершего и угощение гостей после похорон являются проявлением запрещённого причитания над покойным» (Ахмад 2/204, Ибн Маджах 1612).  Аль-Бусыйри назвал его иснад достоверным. То же мнение высказал шейх Ахмад Шакир (6905).
Имам ан-Навави писал, что аш-Шафии и его ученики неодобрительно относились к тому, чтобы семья покойного садилась у себя в доме, а люди приходили к ним и садились рядом, чтобы утешить их. Они считали, что после выражения соболезнования люди должны уйти и что выразить соболезнование можно даже случайно встретив родственника покойного, а собираться для этого нежелательно как для мужчин, так и для женщин (см. «аль-Маджму шарх аль-мухаззаб» 5/278).
Сам имам аш-Шафии писал: «Я считаю нежелательным проводить поминки, т. е. собираться в доме покойного, даже если собравшиеся не плачут. Всё это лишь увеличивает горе, которое и без того приносит много переживаний и хлопот» (см. «аль-Умм» 1/279).
Учёный ханбалитского толка Ибн Кудама писал: «Абуль-Хаттаб говорил, что нежелательно садиться для того, чтобы выразить соболезнование. Ибн Акиль считал нежелательным устраивать собрания после смерти, потому что это только увеличивает печаль родственников покойного» (см. «аль-Мугъни» 3/487).
Имам Ахмад сказал: «Я считаю нежелательным выражать соболезнования родственникам и утешать их у могилы покойного. Только те, кто ещё не выразил соболезнования, могут сделать это после того, как его похоронят, или до этого». Он также сказал: «Выражая соболезнование, тот, кто хочет, может взять родственника покойного за руку. Если он увидит, что тот рвал на себе от горя одежду, то пусть все равно выразит ему свои соболезнования, потому что не следует отказываться от доброго дела из-за чьего-то греха. Если он предостережёт его от этого прегрешения, то это хорошо» (см. книгу Ибн аль-Химама «Шарх аль-Хидайа» 1/473).
Всё это говорит о том, что устраивать поминки в доме покойного является скверной ересью. Об этом писал шейх аль-Албани в книге «Ахкамуль-джанаиз» (стр. 16).
В наше время многие люди ввели обычай резать барана и приглашать людей на поминки на третий, седьмой или сороковой день после смерти, а также каждый четверг. Все это является новшеством и ересью. Посланник Аллаха, да благословит его Аллах и приветствует, не поступал таким образом и не учил нас этому. Ни один сподвижник пророка, да благословит его Аллах и приветствует, не поступал так, и мусульманин всегда должен помнить об этом (см. Мухаммад ан-Наджи: «Некоторые правила похорон», пер. Э. Р. Кулиева).

## Поминки у славян

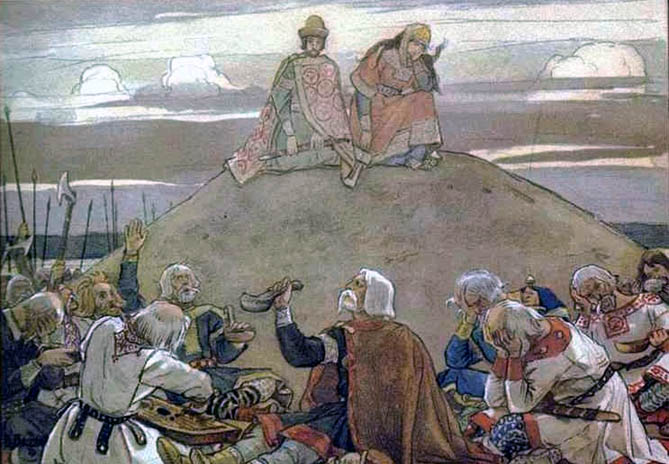
«Тризна по Олегу»,
В. М. Васнецов, 1899

Первые поминки проводятся непосредственно после погребения. Затем на второй, третий день (в.-слав. третины), в первую субботу (серб.), седьмой (серб., словен.), восьмой (словен. osmica), девятый (в.-слав. девятины), иногда также двенадцатый (полес.), двадцатый день (в.-слав. полусороковины), иногда три недели, повсеместно на сороковой день (в.-слав. сороковины, сорочины), иногда шесть недель, спустя полгода, год со дня смерти, реже в последующие годы. Это так называемые частные поминки (то есть поминки в честь конкретного лица) в отличие от календарных поминок — поминальных трапез и сопутствующих обрядов, посвящённых всем умершим. Поминки являются продолжением и завершением погребального обряда и отмечают последовательные этапы перехода души в иной мир; по прошествии года со дня смерти покойный присоединялся ко всем умершим предкам (родителям, дедам) и лишался индивидуального поминовения (у южных славян частные поминки могли совершаться и дольше — до седьмой годовщины у сербов, до девятой у болгар).
В день похорон
Первые поминки (др.-рус. тризна; рус. обед, стол, горячий стол, горячина, красный стол, поминки; укр. обід, комашня; бел. гарачкі, клёцкі, хаўтуры; болг. трапеза, софра, хляб; макед. ручек, погреп, закопнина, задушница; серб. дапа, трпеза, помен, подушjе; словен. pogrebscina; пол. stypa, uczta pogrzebowa; чеш. hostiny, pohosteni) были обязательными у всех славян. У восточных славян не принято было приглашать к поминальной трапезе, считалось, что каждый участник похорон, даже незнакомый и нищий, может сесть за стол; однако в поминках запрещалось участвовать неженатой молодёжи. У русских обязательно в день похорон подавали кутью, мёд, каши, овсяный, ржаной или клюквенный кисель, в северных районах рыбные пироги, часто блины. Начиналась трапеза с кутьи, а завершалась напитком из мёда, разведённого в воде или браге, или киселём.
В другие дни

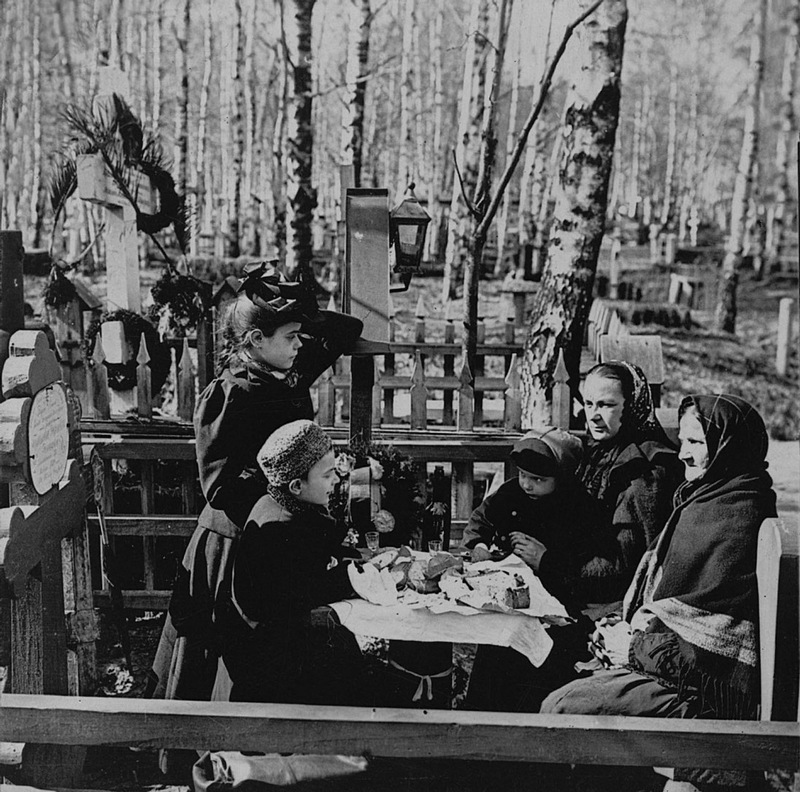
Поминки на кладбище. Петроград, 1919

В другие дни проводили панихиду, литию или поминание на литургии, но прежде всего посещение могил, раздачу еды, иногда обед. Как правило, это были более скромные трапезы, чем в день похорон и сороковины; число и значимость этих поминок различны по регионам. У восточных славян обычай посещения могилы на следующий день после похорон (или третий день после смерти) называется «будить покойника» или «носить завтрак покойнику». В селе Линово Путивльского района Сумской области поминки второго дня назывались «в рай вводить»: «Вот нынчи схаранйли, назавтрега у рай уводють. Пайдом на могилки сходим, там падячить [попоёт] на могилках пе́вьчея. Кали́ся, если я схарани́ла мамку, мине ити́ть не сь ким, я сама паднилась, пашла, усе, пабуди́ла, паплакала: „На што ты мене, мая мацька, бросила, как жы ты мине́ адной аставила, я ж адна, как у полю палыни́на“. И всё. Приходють двару [домой], со́дюцца абе́дать. Пабе́дали, и 'пять памяну́ли. Ета завёцца у рай увяли́. И всё». Там же поминки девятого дня называются «погребение»: «Де́вить дней — абе́т справляють у хати. На кладьбишша ня йду́ть. А ў хати паспива́ить, певьчея при́йдеть, паспива́ить, и панахви́ду в це́рькву но́сють на де́вить дней, паслужуть, а та да прика́зують, пайдо́мте, нынчи ж де́вить дней, абе́д бу́дить. Заве́цца пагрибе́ние, де́вить дней».